# 茨城県立土浦湖北高等学校
茨城県立土浦湖北高等学校（いばらきけんりつつちうらこほくこうとうがっこう）は、茨城県土浦市に所在する公立の高等学校。

## 設置学科
- 普通科

## 著名な出身者
- 高田梢枝 - 歌手
- 関隆浩 - かぐら、J-POPグループ
- 須田幸太 - 社会人野球、元プロ野球選手
- 斉藤真理菜 - 陸上競技選手（やり投）
- 大関友久 - プロ野球選手
- 山田将司 -  THE BACK HORNのボーカル

## 関連書籍･DVD
- 『円盤投げ　(最新陸上競技入門シリーズ ; 12)』（山崎祐司(著)、帖佐寛章・佐々木秀幸(監修)、ベースボールマガジン社、1993/9、ISBN 978-4583030760)
- 『ジュニア陸上競技教典』（全国高等学校体育連盟陸上競技部(編)、陸上競技社、1997/3、円盤投の項を山崎祐司（茨城県立土浦湖北高等学校陸上競技部監督）が執筆）
- 『実戦で飛ばす！円盤投げのすべて！　段階を追った技術習得とトレーニング』（指導・解説：山崎祐司（茨城県立土浦湖北高等学校陸上競技部監督）、実技協力：日下望美（筑波大学陸上競技部）、桜井剛（国際武道大学陸上競技部）、ジャパンライム、2010/2、DVD）